# Boridia
Boridia is een monotypisch geslacht van straalvinnige vissen uit de familie van grombaarzen (Haemulidae).

## Soort
- Boridia grossidens Cuvier, 1830